# Vajots Dzor
Vajots Dzor (Armeens: Վայոց Ձոր; [vɑjˌɔt͡sʰ ˈd͡zɔɾ]ⓘ) is een van de provincies van Armenië en ligt in het zuidoosten van het land, tegen de grens met Azerbeidzjan. Het is een dunbevolkte provincie. De hoofdstad van Vajots Dzor is Jechegnadzor.
Vajots Dzor grenst aan de volgende marzer (provincies):
- Ararat - noordwesten
- Gecharkoenik - noorden
- Sjoenik - zuidoosten

## Demografie
Vajots Dzor telt ongeveer 50.300 inwoners in 2016, waarvan 17.600 in stedelijke nederzettingen en 32.700 in dorpen op het platteland. In 2012 woonden er nog ongeveer 52.200 inwoners, waarvan 18.400 in stedelijke gebieden en ongeveer 33.800 in dorpen op het platteland. In 2001 woonden er nog 56 duizend mensen in Vajots Dzor. Daarmee is Vajots Dzor de kleinste provincie in Armenië qua inwoners. 
De provincie wordt nagenoeg uitsluitend bewoond door Armeniërs (99.7 procent). 
Het geboortecijfer bedraagt 12,5‰ in 2016. Het sterftecijfer bedraagt 10,2‰ in dezelfde periode. De natuurlijke bevolkingstoename bedraagt ongeveer +2,3‰. Toch daalt de bevolking vanwege emigratie.